# Tholos
Tholos is in de architectuur en de archeologie (hoofdzakelijk van de Grieks-Romeinse oudheid) de technische term voor een rond gebouw met koepelvormig dak, al dan niet omringd door zuilen.
Onder tholos-graf verstaat men het type koepelgraf waarbij het gewelf van de stenen grafkamer gevormd wordt door horizontale, geleidelijk uitgekraagde concentrische steenlagen. De stenen worden op hun plaats gehouden door de druk van de aarde waarmee het graf bedekt is. Dergelijke tholos-graven werden overgenomen uit de Minoïsche grafcultuur waar ze  in het Oostelijke bekken van de Middellandse Zee veel werden toegepast in het 2e millennium v.Chr. De bekendste bevinden zich in Mycene (onder meer het 13 meter hoge, zogenaamde Schathuis van Atreus) en in Orchomenus (het zogenaamde Schathuis van koning Minyas).

## Griekse bouwkunst

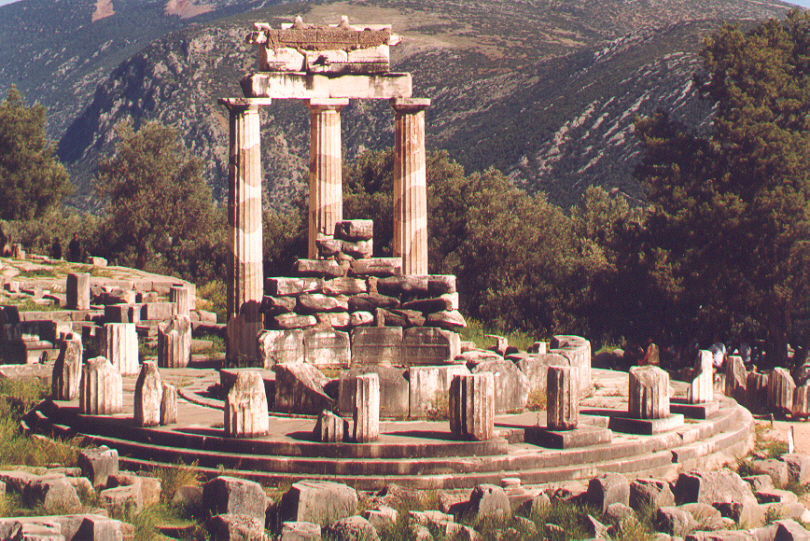
De tholos te Delphi in het heiligdom van Athena Pronaia

In de Griekse religieuze bouwkunst hoorden tholoi oorspronkelijk thuis in de zogenaamde heroëncultus. De meest bekende zijn die in het zogenaamde heiligdom van Athena Pronaia in Delphi (eind 5e eeuw v.Chr.) en in het heiligdom van Asclepius te Epidaurus (tweede helft van de 4e eeuw). Van geen van beide is de bestemming precies bekend. Maar de Grieken kenden ook tholoi die een profane bestemming hadden, zoals onder meer het prytaneion (ca. 465 v.Chr.) op de Agora van Athene, en het zogenaamde Philippeüm in Olympia (opgetrokken in 337 op last van Philippus II van Macedonië, ter nagedachtenis van de stichters van zijn dynastie).

## Romeinse bouwkunst
Ook bij de Romeinen waren van oudsher ronde tempelgebouwen bekend. De oude Vesta-tempel op het Forum Romanum (die de staatshaard herbergde) had die vorm, evenals de (vermoedelijk aan Hercules Invictus gewijde) ronde tempel op het Forum Boarium bij de Tiber. De Romeinen (cf. Vitruvius) verstonden onder tholus in het bijzonder een koepeldak, en in ruimere zin een gebouw bestaande uit een koepeldak, geschraagd door vrijstaande zuilen. Blijkens verschillende afbeeldingen op muurschilderingen (vb. te Pompeï) vond deze tholus-vorm vooral toepassing in de Romeinse villa- en tuinarchitectuur.